# Brian Vandborg
Brian Vandborg (Herning, 4 de desembre de 1981) és un ciclista danès, professional des del 2004 al 2013.

## Biografia
El 2004 va fer el salt al professionalisme de la mà de l'equip CSC, després d'haver-se proclamat campió de Dinamarca de contrarellotge sub-23 el 2002 i 2003. El 2006 es proclamà campió nacional absolut d'aquesta mateixa especialitat i finalitzà en quarta posició al Campionat del món. El 2013 repetí victòria al campionat nacional de CRI.

## Palmarès
- 2002
  -  Campió de Dinamarca sub-23 en contrarellotge
- 2003
  -  Campió de Dinamarca sub-23 en contrarellotge
- 2005
  - Vencedor d'una etapa de la Volta a Geòrgia
- 2006
  -  Campió de Dinamarca en CRI
- 2007
  - Vencedor d'una etapa del Tour de l'Ain
- 2008
  - Vencedor d'una etapa del Tour de Loir i Cher
- 2013
  -  Campió de Dinamarca en CRI

### Resultats al Tour de França
- 2009. 116è de la classificació general
- 2010. 128è de la classificació general
- 2011. 125è de la classificació general
- 2013. 155è de la classificació general

### Resultats al Giro d'Itàlia
- 2005. 140è de la classificació general
- 2007. Abandona

### Resultats a la Volta a Espanya
- 2004. Abandona (17a etapa)